# Thecla myrtillus
Thecla myrtillus är en fjärilsart som beskrevs av Pieter Cramer 1782. Thecla myrtillus ingår i släktet Thecla och familjen juvelvingar. Inga underarter finns listade i Catalogue of Life.